# Десант на косу Фріше-Нерунг
Десант на косу Фріше-Нерунг — десантна операція, проведена протягом 25—26 квітня 1945 року радянськими сухопутними частинами спільно з Балтійським військовим флотом.

## Планування та підготовка операції
На початку лютого 1945 року в часі Східно-Прусської операції війська Другого Білоруського та Третього Білоруського фронтів виходять до затоки Фрішес-Гаф (чи Фрішес-Хафф). При здійсненні цього з суходолу було відрізано від головних німецьких сил два великі угрупування — в місті-фортеці Кенігсберг та Земландському півострові. На початку квітня радянські війська штурмом зайняли Кенігсберг, кінцем квітня ліквідовано в ході наступальної операції Земландське угрупування, 25 квітня штурмом зайнято останній нацистський опорний пункт в цьому регіоні — місто-фортеця та військово-морська база Піллау.
Залишки земландського угрупування — частини 5-й дивізій, загалом близько 35 000 вояків — змогли здійснити переправлення із Земландського півострову через протоку Зеетіф на косу Фріше-Нерунг та почали відступати нею в південно-західному напрямі.
Оскільки нацистські сили активно проводили евакуацію Балтійським морем з відрізаних угрупувань, був ризик вступлення їх та евакуйованих військ у бій в обороні Берліна. З метою розбиття німецького угрупування на косі Фріше-Нерунг радянське командування приймає рішення висадити на ній морський десант. Задум операції полягав у одночасному висадженні на косу двох десантів — на західне та східне узбережжя; цими діями планувалося перетнути косу та примусити до капітуляції угрупування на північному краї коси, по цьому продовжити наступ косою на південь. Проведення операції готувалося силами Балтійського флоту та частин 3-го Білоруського фронту ще з березня 1945 року, остаточне рішення про її проведення було прийнято в день штурму Піллау.
Для артилерійської підтримки десанту з південного берега затоки надаються 36 гармат польової артилерії 37-ї артилерійської бригади 43-ї армії та 36 гармат 150-ї бригади 11-ї гвардійської армії; проте до гармат було лише по 13 набоїв в середньому.
Згідно задуму обидва десантні загони — західний з моря, східний з затоки Фрішес-Гафф — після висадження мали зустрітися та перейти під загальне керівництво командира східного десантного загону генерал-майора берегової служби І. М. Кузьмічева — командира 260-ї бригади морської піхоти Балтійського флоту (710 чоловік). Загальне керівництво операцією здійснював командир Пілауської військово-морської бази, яка тимчасово знаходилася в місті Тапіау, контрадмірал М. Е. Фельдман. Координацію дій з допомоговими службами провадив командуючий Південно-Західним морським оборонним районом Балтійського флоту віце-адмірал М. Г. Виноградов.
25 квітня 1945 року в другій половині дня командуючий 11-ю гвардійською армією генерал Кузьма Галицький віддає наказ про проведення операції.

## Дії західного загону
Західний десант виходив із району Пальмнікен 25 квітня за чверть до 11-ї ночі та рухався відкритим морем до планованого району десантування біля села Вальдхале на косі. До складу загону входили: понад 600 бійців зведеного полку 83-ї гвардійської стрілецької дивізії 11-ї гвардійської армії під керунком замісника командира дивізії полковника Л. Т. Бєлого. Командиром сил висадки був начальник штабу торпедних катерів, капітан 2-го рангу Георгій Тимченко; силами прикриття керував командир бригади торпедних катерів капітан 1-го рангу Олександр Кузьмін. Перехід загону з моря прикривав дивізіон морських бронекатерів  — 3 загони по 4 катери (командири — Василь Старостін, Абрам Свердлов та капітан-лейтенант П. П. Єфименко)— загальне командування здійснював капітан 2-го рангу Г. С. Гапковський; катерними тральщиками керував капітан-лейтенант А. В. Дудін.
Загалом загін нараховував 21 торпедний катер та катер-тральщик, з котрих 10 висаджували десант та 12 займалися прикриттям з моря; задля створення ефекту несподіванки в місці десантування західного загону артилерійська підготовка не проводилася. Загін катерів Єфименка мав прикривати десантування з боку устя річки Вісли; групою з 7 торпедних катерів висадки керував капітан 2-го рангу Сергій Осипов. З десантом вранці мало співдіяти понад 300 бомбардувальників, винищувачів та штурмовиків.

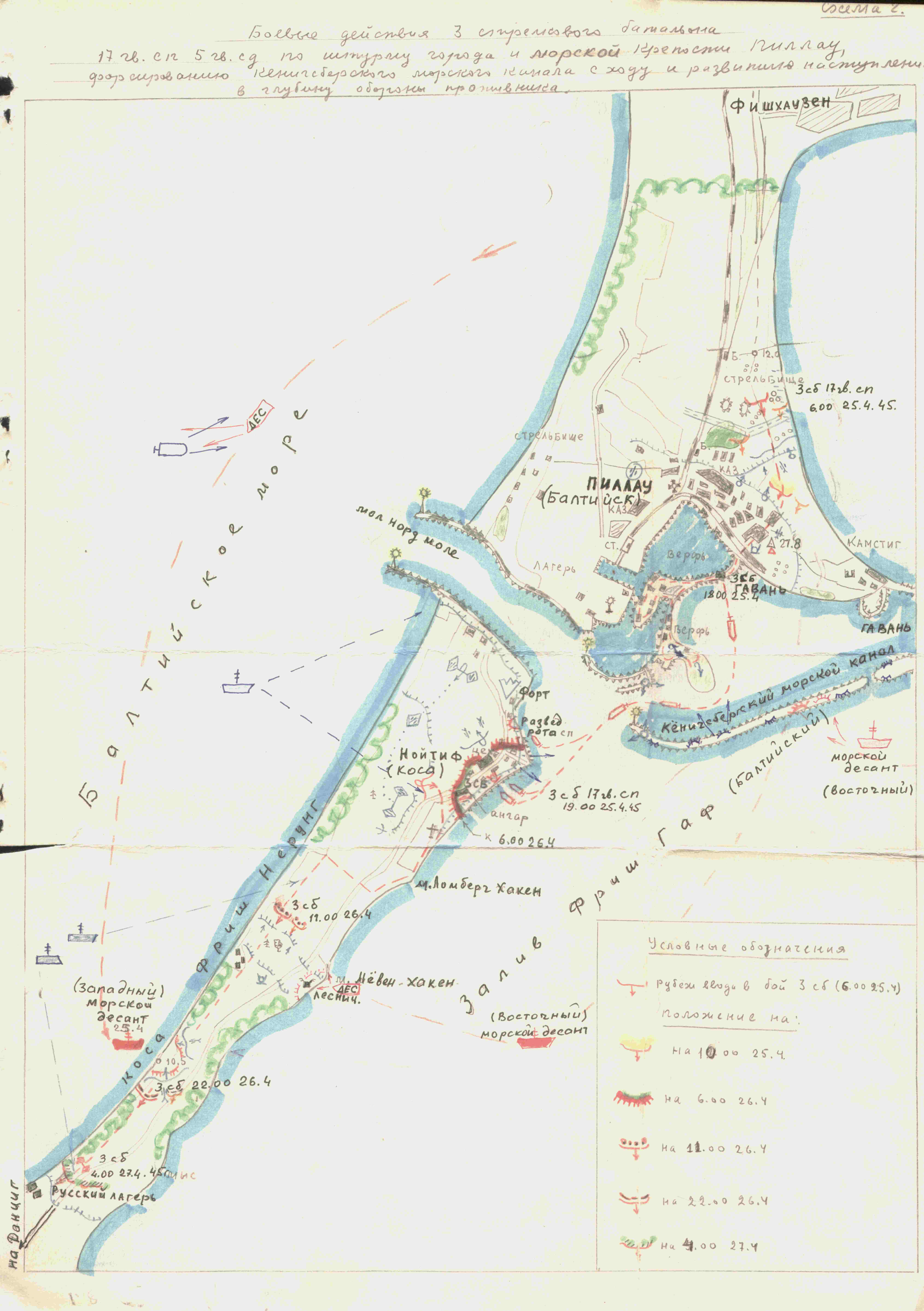
Бойові дії на косі Фріше-Нерунг

При підході до місця висадки радянські катери зіштовхнулися з 6-ма швидкохідними десантними баржами, що йшли в Піллау, не знаючи про його зайняття радянськими військами. В короткочасному морському бою один радянський катер був пошкоджений, екіпажу вдалося погасити пожежу у машинному відсіку, катер лишився на плаву, однак ще до висадки західний загін втратив 52 бійців. Вогнем у відповідь були виведені з ладу 2 швидкохідні баржі, котрі затонули на мілководді, екіпаж був полонений, решта барж швидко відійшли в порт Гель.
У чверть на третю ранку 26 квітня загін розпочав десантування у визначеному місці; несподівана поява десанту з моря закочила німецькі сили зненацька, ефект несподіванки надав десантникам здійснити вдалий перший кидок. Один торпедний катер сів на мілину, червоноармійці не змогли його зняти та підірвали, моряки приєдналися до десанту. Ще 2 пошкоджені катери змогли дістатися на базу.
Користуючись несподіваністю, десантники змогли розширити плацдарм вглиб коси, де було скопичення бліндажів; при цьому було полонено до 1500 німецьких вояків, біля бліндажів — ще 400. Однак після того становище різко змінилося — з північної частини коси підходять німецькі колони, котрі відступали з Піллау; під натиском переважаючих сил десант був відрізаний від берега та розітнутий на малі групи. Зходу закріпившись на вигідних позиціях, радянські бійці відбивали німецькі атаки, намагаючись здійснювати контратаки з флангів й тилу на німецькі частини, що йшли на прорив. Одна німецька частина відбила полонених, її командир на місці розстріляв кількох чоловік, решті було наказано знайти зброю та стати до бою.
Довший час десантний загін не мав зв'язку, однак згодом це вдалося відновити за допомогою перебуваючих в складі десанту артилеристів-коректувальників. До ранку 26 квітня західний загін вів бої окремими групами; катери прикриття відбили спробу загону німецьких катерів обстріляти з моря позиції десанту, було пошкоджено 2 катери противника.
Під час чисельних атак нацисти захопили в полон командира західного десанту полковника Бєлого, розвідники 250-го гвардійського полку його відбили (через полонення він не фігурував у списках нагороджених).

## Дії східного загону
Східний загін нараховував 1311 чоловік — 676 в зведеному полку (полковник Леонід Добротін), 588 — в другому зведеному полку (підполковник Козлов) та 19 чоловік в керівництві операцією. Десант мав висадитися біля мисів Каддігхакен та Лембергхакен.
Передовий загін 17-го гвардійського стрілецького полку з 18-ї години 25 квітня під безперервним вогнем противника форсував затоку Зеетіф, котрий сполучає Балтійське море з затокою Фрішес-Хафф та висадився на косі Фріше-Нерунг. До складу загону входили розвідники 17-го стрілецького полку, 7-а стрілецька рота старшого лейтенанта Степана Нехаєнка, мінометного взводу молодшого лейтенанта Олександра Суворова, обслуга станкових кулеметів та 45-мм гармат на 3 американських автомобілях-амфібіях командира 3-го стрілецького батальйону гвардії майора Анатолія Дорофеєва та його заступника по політичній частині старшого лейтенанта Василя Панкратова.
Батальйон Анатолія Дорофєєва до кінця дня 25 квітня захопив плацдарм на косі Фріше-Нерунг та за ніч відбив 2 німецькі атаки, зміг забезпечити успішне висадження другого ешелону батальйону, котрим керував капітан Леонід Чугуєвський. Після того було відбито ще 3 атаки та полонено до 480 німецьких вояків.
Вранці 26 квітня було висаджено решту десантників 17-го гвардійського полку, котрим керував гвардії підполковник Анатолій Банкузов, та головних сил 5-ї гвардійської стрілецької дивізії (генерал Георгій Петерс). Передовий загін за вогневої підтримки, котру організував командуючий артилерією 5-ї стрілецької дивізії Сергій Демяновський. Після цього десант зміг розширити плацдарм та зайняв село Нойтіф та форт на північному заході коси. Після захоплення плацдарму загоном Дорофеєва висаджуються ще дві десантні групи на 10 кілометрів південніше протоки.
Східний загін мав виходити на операцію з району Пайзе-Ціммербуде та мав форсувати затоку й висадитися на косу біля містечка Мевенхакен. До складу східного захону входили — зведений полк 260-ї бригади морської піхоти 3 батальйони (в тому числі 487-й окремий дисциплінарний батальйон) — 676 бійців, та зведений полк із складу 43-ї армії — 588 вояків; цей загін мав тільки 1 гармату ЗІС-3 та 18 мінометів. Десантування відбувалося двома ешелонами — на річкових бронекатерах Петрозаводського дивізіону бронекатерів, та баркасах, які вони тягли — загалом 24 одиниці — 9 бронекатерів, 6 буксирів, 3 катери-тральщики, 2 баркаси, 2 мотоботи, 1 трофейний німецький пароплав; керував загоном командир Петрозаводського дивізіону капітан 2-го рангу Михайло Крохін.
Перший ешелон східного загону — батальйон морської піхоти та дисциплінарний батальйон — увечері 25 квітня відправляється у призначене для десантування місце, командував загоном полковник Леонід Добротін. Через нічний туман загін проминув поворот на курс, права колона збилася, відхилилася та втратила з виду ліву колону; через це десант був висаджений на косу Кенігсберзького морського каналу біля села Камстігал в тил радянських військ. Зрозумівши похибку, Добротін наказує десанту сісти назад на кораблі та відводить колону в заплановане місце, ліва колона не проводила висадку, чекаючи на заблукалих, хоча в той час західний загін вже на березі вів бій. Командир групи артилерійської підтримки не був сповіщений про затримку в десантуванні та в зазначений планом час здійснив артобстіл; таким чином нацистські сили дізналися про плановане десантування й організували оборону та зустріли вогнем десантованих. Після затримки на 2 години о чверть на 5-у десант з боєм вийшов на берег за 1 кілометр південніше планованого місця; в першу атаку було кинуто «штрафників», які майже всі полягли, по тому головні сили десанту зайняли прибережні окопи в запеклому рукопашному бою. Німецькі берегові укріплення були захоплені, зайнято полонених. Однак катери, котрі довозили десанту набої, вивантажили їх на 5 км північніше місця бою, ця помилка була виявлена лише через кілька годин; єдина гармата, наявна у десантників, стріляла по противнику, доки не скінчилися снаряди, це дало змогу врятувати становище до прибуття другого ешелону десанту.
26 квітня близько 8-ї години на бронекатерах та баркасах висаджується другий ешелон десанту — 2-й батальйон морської піхоти та зведений полк — зі складу 43-ї армії; з десантом висаджується генерал-майор І. Н. Кузьмічев; при висадці був поранений підполковник Оскар Лейбович, проте не покинув поля бою. Після висадки десанту бронекатери залишилися для надання десанту вогневої підтримки.
Близько полудня прибуває третій ешелон десанту, проте через погану взаємодію висадка почалася на кілометр північніше плацдарму — біля мису Есперхакен. Зрозумівши помилку, командир 3-го загону десанту наказав припинити висадження, однак на той час близько 100 бійців вже були на березі, вони зайняли кругову оборону та після бою з'єдналися з наступаючими частинами. Батальйон Дорофеєва тим часом зайняв кілька сотень полонених — серед них підполковник нацистського генерального штабу — та в подальшому перетнув косу і наступаючи вздовж узбережжя, сполучився з західним загоном морської піхоти в так званому містечку «Руський табір».

## Завершення операції
Становище десанту було врятоване завдяки тому, що німецьке угрупування на косі не мало єдиного керівництва та не координувало свої бойові дії. Доки одні нацистські частини вели бої з радянським десантом, інші поспішно відходили з місця бою на південь, де збиралися основні німецькі сили на косі. Південне німецьке угрупування в бій з десантом не вступило, відступивши далі на південь. Чуючи наближення бою — 3-й батальйон Дорофеєва — німецькі частини на півночі коси лишають позиції та прориваються на південь повз радянські плацдарми.
Передові частини 5-ї стрілецької дивізії (16-й гвардійський стрілецький корпус 11-ї гвардійської армії), розвиваючи наступ на косі, з району Піллау продовжує висадження сил на півночі. До ранку 27 квітня був наведений понтонний міст через вузьке місце в протоці, по якому почали переправу головні сили 16-го стрілецького корпусу, німецькі сили при цьому організованого спротиву не чинили.
Близько 10-ї години ранку зхідний та західний десантні загони з'єдналися, повністю перетнувши косу, о пів на 2-гу годину дня вони зустрілися з силами батальйону Дорофеєва, котрі рухалися з півночі. Німецькі частини, що не встигли пробитися на південь, були оточені червоноармійцями та здалися.
В перебігу десантної операції від нацистських сил було очищено північну частину коси довжиною понад 10 кілометрів — до місця, де Фріше-Нерунг була в ширину менше 1 кілометра та перекрита численними оборонними рубежами.
В перебігу операції виявилася гостра нестача морських сил при висадженні та в артилерії, також проявилися значні проблеми при організації військових дій на косі. У вислідку радянське керівництво відмовилося від подальшого наступу, обмежившись блокуванням коси з суші та моря. Німецькі сили, що були на косі, спроб прориву не здійснювали, при цьому відбувалися постійні радянські артилерійські обстріли — з південного берега затоки Фріш-Гаф — та авіаційні нальоти. По ночах деяка частина німецьких військ була вивезена морем. 9 травня близько 22 000 німецьких військових капітулювало.

## Втрати та нагороди
Згідно радянських джерел, в східному десантному загоні загинуло 70 бійців, 133 поранено, пропало безвісти 34; в західному — 123 вбитих, 107 проанених та 16 пропалих безвісти. В бойовій техніці було втрачено 1 торпедний катер, на кораблях в часі операції загинуло 2 моряки та 5 тяжко поранені.
11-та гвардійська армія в боях на косі втратила 2006 автоматів, 312 кулеметів, 139 гармат та мінометів, 43 САУ.
Німецькі втрати в радянській літературі фігурують значними — зазначалося загинулими в боях 1700 чоловік. Також було полонено 5800 (хоча в мемуарах зустрічаються цифри 8000, 15862 й навіть 20000 полонених) і зайнято трофеї — 3513 гвинтівок, 1300 автоматів, 354 кулемети, 260 автомобілів, 30 гармат, 18 мінометів, 18 мотоциклів, 13 танків, 12 самохідних артилерійських установок, 11 складів.
Переважна більшість учасників десанту була нагороджена державними орденами та медалями, з них 26 вдостоєні звання Героя Радянського Союзу, через десятиріччя ще один — героя РФ.
Серед Героїв Радянського Союзу — учасників десанту на Фріше-Нерунг:
- гвардії рядовий Гаврилов Михайло Іванович,
- гвардії молодший сержант Дьомін Микола Миколайович,
- гвардії молодший сержант Єремушкін Василь Олександрович,
- гвардії старший лейтенант Нехаєнко Степан Якович,
- гвардії старший лейтенант Панкратов Василь Микитович,
- гвардії молодший лейтенант Суворов Олександр Іванович,
- гвардії капітан Чугуєвський Леонід Захарович,
- гвардії молодший лейтенант Шитіков Іван Павлович.